# Pehr Rissler
Pehr Rissler, född den 24 november 1781 i Svegs socken, Jämtlands län, död den 24 mars 1866 i Frösö socken, samma län, var en svensk läkare. Han var far till Gottlieb Rissler.
Rissler föddes till föräldrar kyrkoherden i Sveg prosten Magister Per Eissler och hustrun Anna Margareta Feltström. Rissler studerade på frösö trvialskola men blev tvungen av ekonomiska skäl avsluta studierna vid hans fars bortgång. Jan reste till Stockholm och fick en lärlingsplats på apoteket Hjorten på Kungsholmen. Han bytte snart tjänst till apoteket Lejonet, också i Stockholm. Han var där i cirka 7 år. Han avlade farmacie kandidatexamen 1802 och  kirurgie kandidatexamen 1805. Rissler blev student vid Uppsala universitet 1807. Han blev medicine kandidat 1810, medicine licentiat 1811 och kirurgie magister samma år samt promoverades till medicine doktor 1813. Rissler var tillförordnad regementsläkare vid Jämtlands regemente 1811, provinsialmedikus i Jämtlands län 1812–1848 och läkare vid lasarettet och kurhuset i Östersund 1817–1858. Han blev riddare av Vasaorden 1842. Dom sista levnadsåren led han av gikt och var för det mesta fast i sitt hus "Hornsberg", nuvarande Hornsbergsområdet på Frösö. Han avled 1866 och är begravd vid gamla kyrkan i Östersund. 

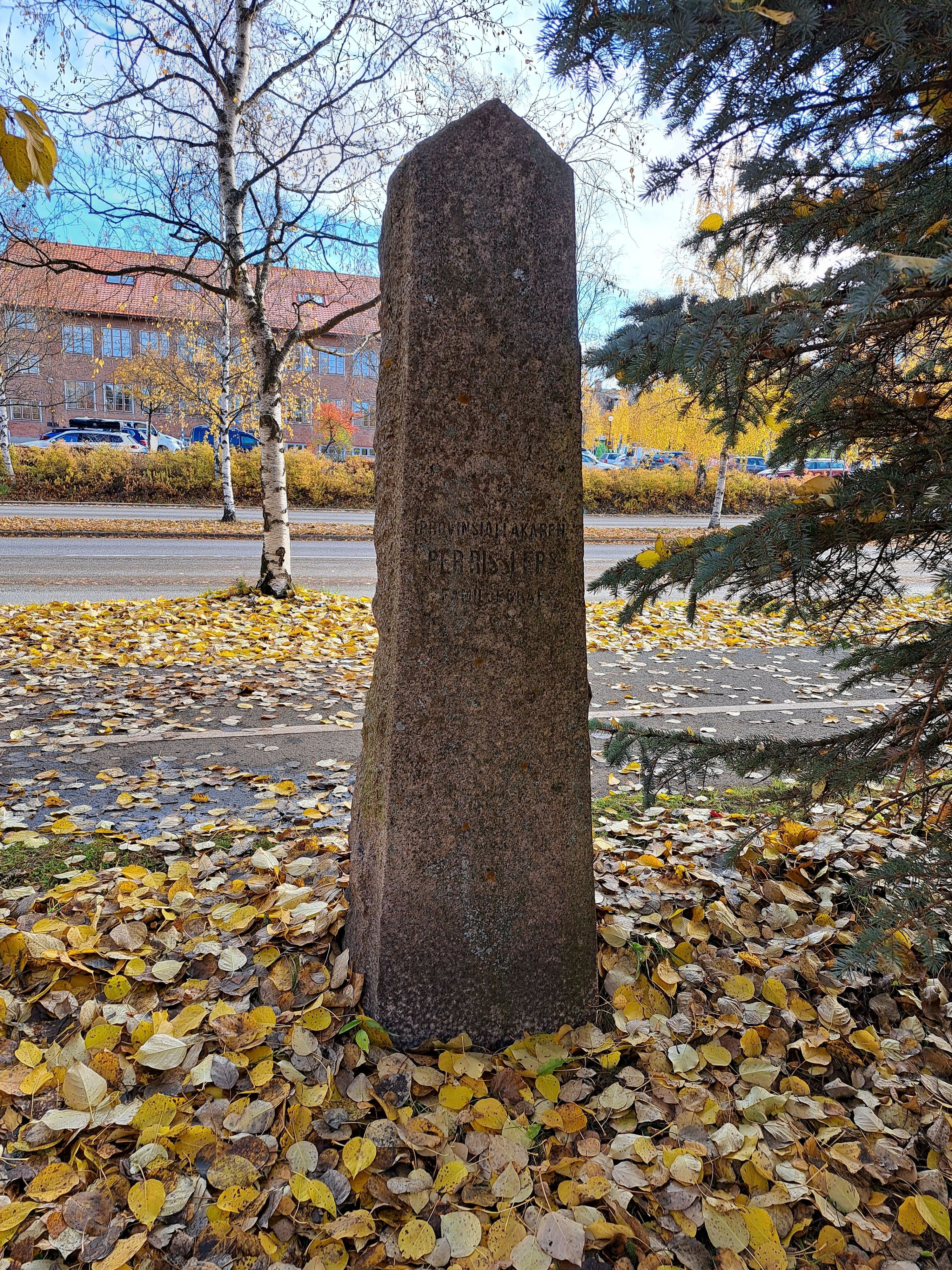
Per Rissler (1781-1866) gravsten vid Östersunds gamla kyrka.

## Familj
Rissler gifte sig 1812 med grevinnan Margareta Charlotta von Hoorn. Deras sonson hette Sven Rissler och etablerade sig i Östersund som tandläkare.